# Pong Ngam

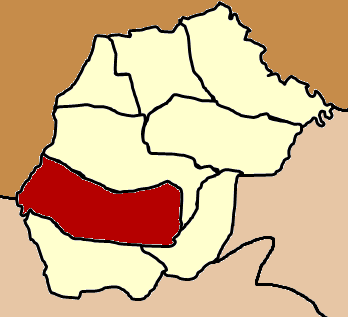
Pong Ngam in het district Mae Sai

Pong Ngam (Thai: โป่งงาม) is een tambon in de amphoe Mae Sai in de provincie Chiang Rai. De tambon heeft een oppervlakte van 42 km² en telde in 2009 in totaal 8368 inwoners. Pong Ngam is vooral bekend vanwege zijn grotten, waaronder de Tham Pla en de Tham Pum.
De burgemeester van de tambon is Naidehnchai Boemak.

## Geschiedenis
De eerste bewoners van Pong Ngam kwamen in een periode van droogte vanuit Lamphun naar de tambon toe. Zij trokken te paard en te voet door onder andere Doi Saket en Chiang Rai.
Tot 19 juni 1990 was Pong Ngam onderdeel van de tambon Pong Pha, maar werd na die datum een zelfstandige tambon.

## Religie
In Pong Ngam bevinden zich negen boeddhistische tempels, waarvan één is gebouwd in de Chinese stijl. Verder zijn er drie christelijke kerken en één kleine moskee. Ook bevinden zich in Pong Ngam enkele chedi's. Van alle inwoners is circa 95,8 procent boeddhistisch, 1,5 procent christelijk, 0,7 procent islamitisch en 2 procent heeft een andere godsdienst.

## Geografie
| Aangrenzende tambons | Aangrenzende tambons | Aangrenzende tambons | Aangrenzende tambons | Aangrenzende tambons |
| -------------------- | -------------------- | -------------------- | -------------------- | -------------------- |
|                      |                      | Pong Pha             |                      | Si Mueang Chum       |
|                      |                      |                      |                      |                      |
| Myanmar              | Ban Dai              |                      |                      |                      |
|                      |                      |                      |                      |                      |
| Mae Fa Luang         |                      | Huai Khrai           |                      |                      |

Pong Ngam heeft een langwerpige vorm lopend van west naar oost en wordt begrensd in het noorden door Pong Pha, in het westen door Ban Dai, in het zuiden door Huai Khrai en in het oosten door buurland Myanmar. Ook grenst de tambon een klein stukje in het zuidwesten met Mae Fa Luang, een tambon in het naastgelegen district, en in het noordoosten met Si Mueang Chum. Pong Ngam wordt in tweeën gesplitst door de van Bangkok naar Mae Sai lopende Route 1. De tambon heeft een totale oppervlakte van 42 km², waarvan 19 km² landbouwgrond is, 15,5 km² bos is en 7,5 km² bebouwing is.
De hoogste berg van Pong Ngam is de 1500-meter-hoge Doi Chang Moob. In de tambon bevinden zich ook verschillende grotten, waaronder de Tham Pum en de Tham Pla.

### Bodem
In Pong Ngam komen zes verschillende bodemsoorten voor. Van de totaal 42 km² is 15,5 km² steile helling, 13 km² grijze kleigrond, 7,5 km² zwarte kleigrond, 3,5 km² leemgrond, 1,5 km² klei of leem gemengd met grind en 1 km² rots. De kleigronden zijn vooral goed voor de rijstbouw.

### Klimaat
Pong Ngam heeft volgens de klimaatclassificatie van Köppen een tropisch savanneklimaat. De gemiddelde temperatuur is ongeveer 25 °C en er valt jaarlijks gemiddeld 1774,1 mm aan neerslag. De warmste periode is de periode van maart tot juni, wanneer het gemiddeld 38 °C is. De koudste periode bevindt zich tussen november en februari, wanneer de gemiddelde temperatuur rond de 10 °C ligt. In de moesson ligt de gemiddelde temperatuur rond de 25 °C.

### Bestuurlijke indeling
Pong Ngam bestaat uit de volgende 12 mubans:
| No. | Naam               | Thai         | Oppervlakte | Inwoners |  |
| 1.  | Ban Tham           | บ้านถ้ำ        | 6,5 km²     | 870      |  |
| 2.  | Ban Dong           | บ้านดง        | 3 km²       | 691      |  |
| 3.  | Ban Tham Pla       | บ้านถ้ำปลา     | 2 km²       | 887      |  |
| 4.  | Ban Santisoek      | บ้านถ้ำสันติสุข   | 0,3 km²     | 926      |  |
| 5.  | Ban Huai Pu Kaeng  | บ้านห้วยปูแกง   | 1,1 km²     | 738      |  |
| 6.  | Ban San Kosa       | บ้านสันกอสา    | 2,1 km²     | 495      |  |
| 7.  | Ban San Kret Thong | บ้านสันเกล็ดทอง | 3 km²       | 734      |  |
| 8.  | Ban Pong Nuea      | บ้านโป่งเหนือ   | 2 km²       | 672      |  |
| 9.  | Ban Pong           | บ้านโป่ง       | 4 km²       | 884      |  |
| 10. | Ban Pha Hee        | บ้านผาฮี้       | 8,5 km²     | 481      |  |
| 11. | Ban Pha Hee        | บ้านผาฮี้       | 8 km²       | 158      |  |
| 12. | Ban Tham Phat Na   | บ้านถ้ำพัฒนา    | 1,5 km²     | 832      |  |

### Demografie
Pong Ngam telde in 2009 in totaal 8368 inwoners, waarvan 4028 mannen en 4330 vrouwen. Van de totaal 8368 inwoners zijn 2146 inwoners, oftewel 26 procent van het totaal aantal inwoners, huishoudens. De bevolkingsdichtheid was in 2009 199 inwoners per km². Vergeleken met 2005 is het inwoneraantal met 12 procent gedaald; Pong Ngam had toen 9528 inwoners, waarvan 4726 mannen en 4802 vrouwen. In 2005 had de tambon 3703 huishoudens en lag de bevolkingsdichtheid op 227 inwoners per km².

## Onderwijs
In Pong Ngam bevinden zich in totaal 15 scholen, waarop meer dan 2500 leerlingen zitten. Deze leerlingen krijgen les van de in totaal 120 docenten. De grootste school is de Chinese taalschool met in totaal 600 leerlingen en de kleinste school is een kleuterschool met 15 leerlingen.

## Transport
Door Pong Ngam loopt 69 kilometer aan wegen, waarvan 23 km aan asfaltwegen, 27,5 km aan betonwegen en 18,5 km aan grindwegen. Van deze wegen is de van Bangkok naar Mae Sai lopende Route 1 het belangrijkst.

## Galerij

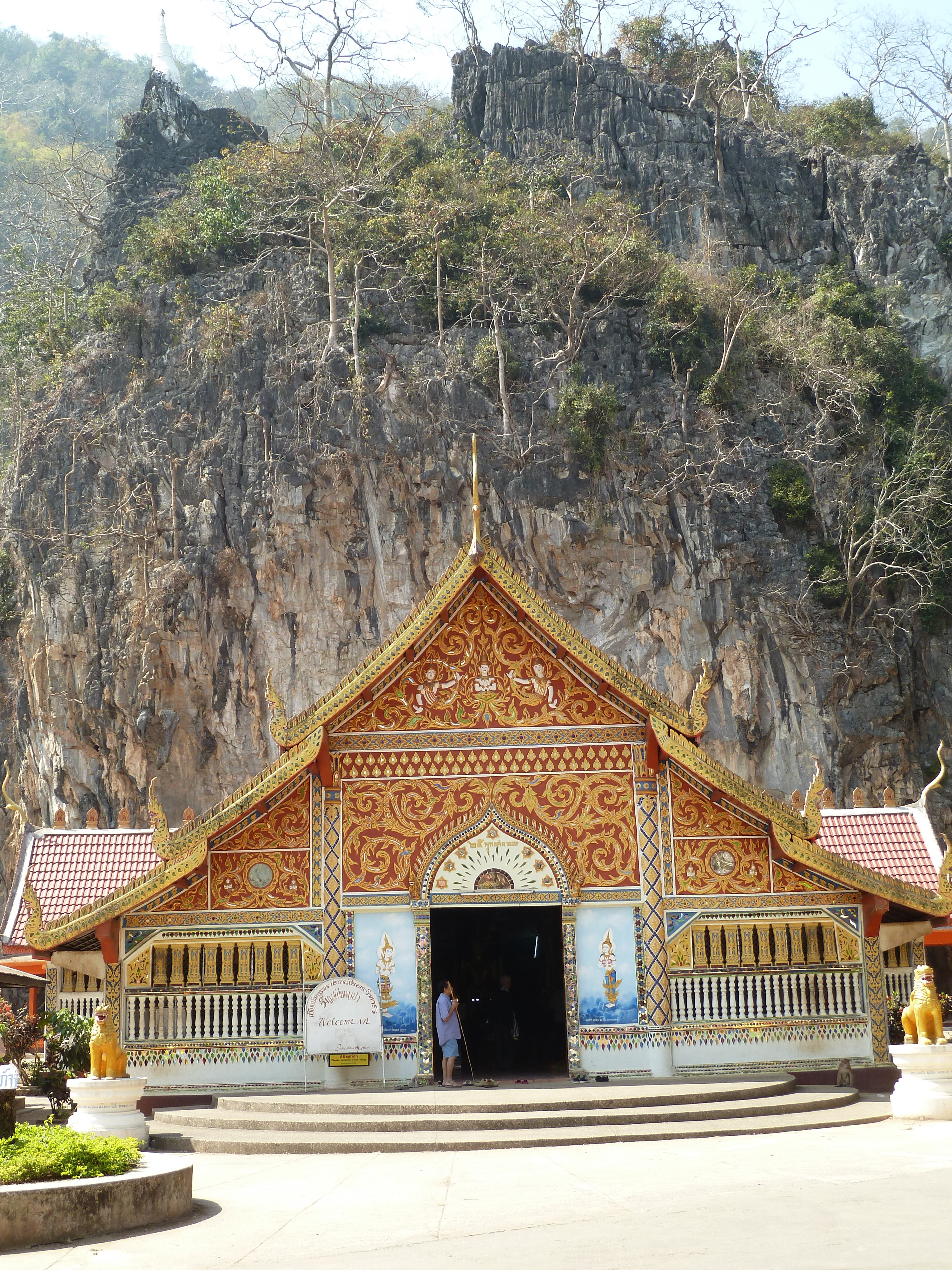
De Wat Tham Pla
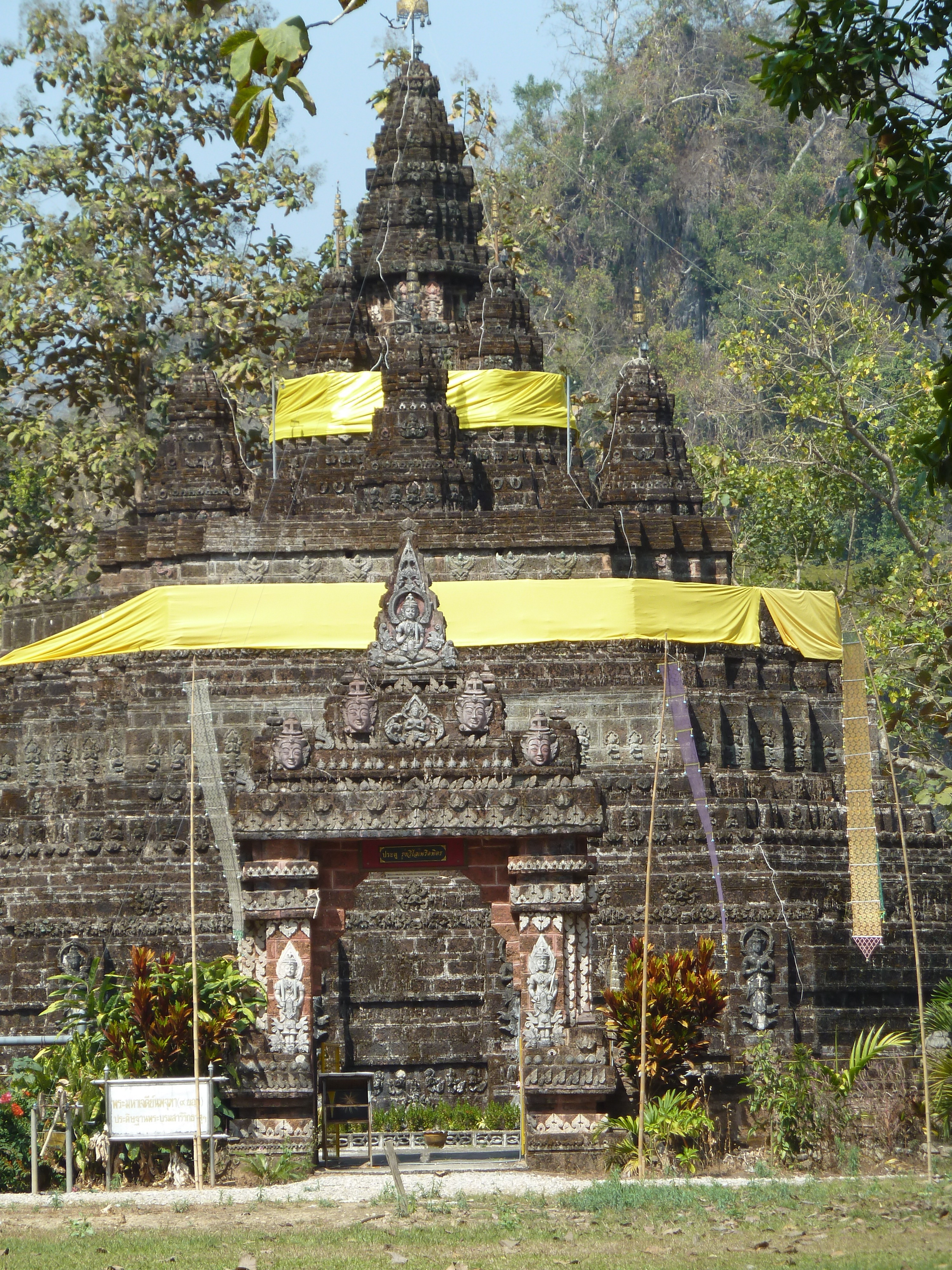
Wat Tham Pla, de Phra That Chedi Chuta Kea
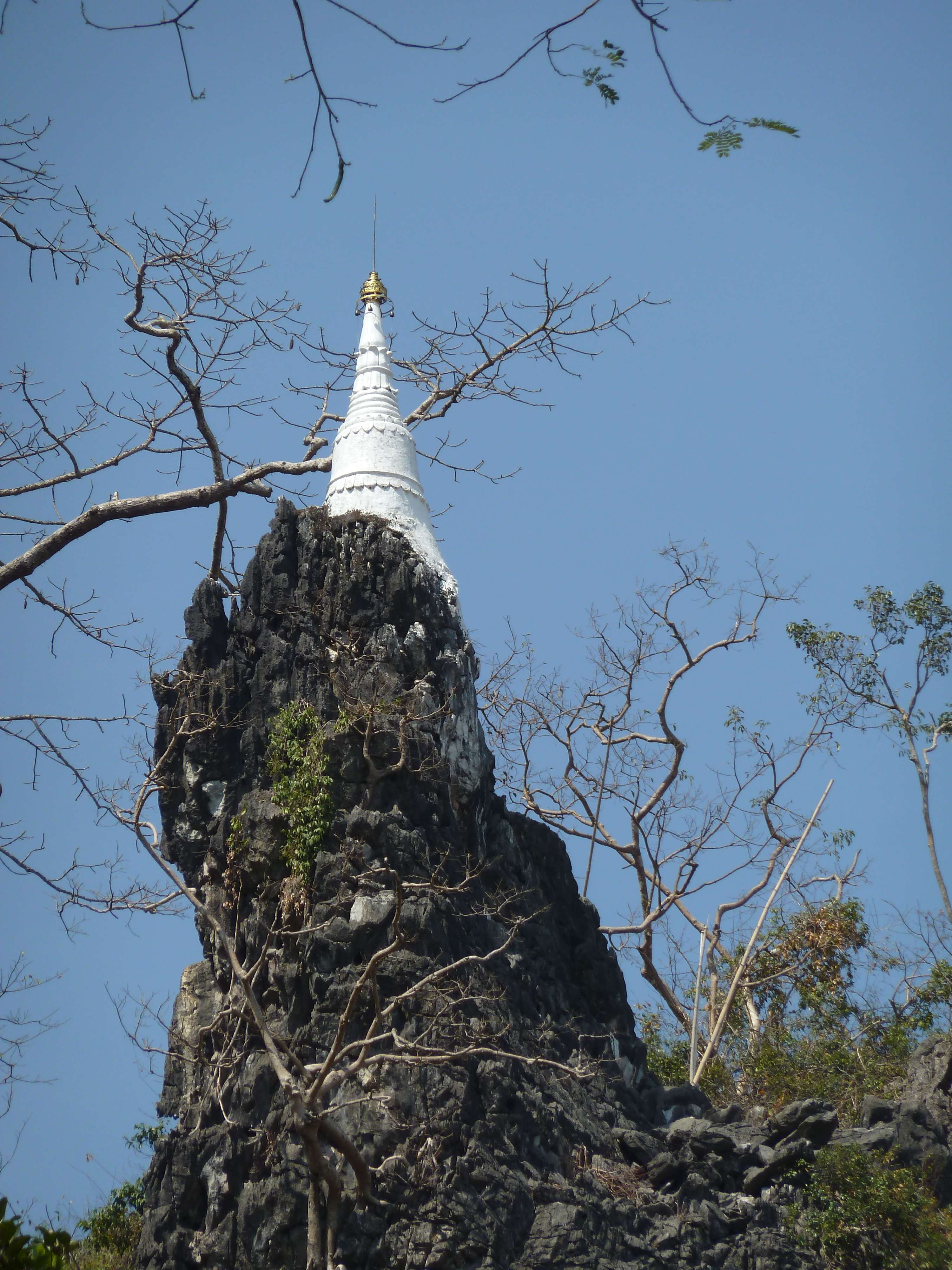
Wat Tham Pla, rotsklif met de Phra That Chedi Inplaeng